# Coralia Abadía
Coralia Lucía Abadía Sandoval (12 de julio de 1993) es una deportista guatemalteca que compitió en taekwondo. Ganó una medalla de plata en el Campeonato Panamericano de Taekwondo de 2010 en la categoría de –62 kg.

## Palmarés internacional
| Campeonato Panamericano | Campeonato Panamericano | Campeonato Panamericano | Campeonato Panamericano |
| Año                     | Lugar                   | Medalla                 | Categoría               |
| ----------------------- | ----------------------- | ----------------------- | ----------------------- |
| 2010                    | Monterrey (México)      | Medalla de plata        | –62 kg                  |